# أتراك مصر
أتراك مصر ويعرفون أيضاً باسم مصريون أتراك , (بالتركية: Mısır Türkleri)  هم أتراك العرقية الذين عاشوا في مصر منذ قدوم الطولونيون والإخشيديون ومن ثم المماليك والعثمانيين، وبعض هذه العائلات التركمانية قدمت كموظفين في عهد الدولة العثمانية أو في الجيش العثماني. واشتهر منهم سياسيين وكتاب ومفكرين كثيرون وقامت على اكتاف كثير منهم حركة النهضة المصرية في النصف الأول من القرن العشرين.

## تاريخ قدومهم إلى مصر
ظهور الشعوب التركية في مصر بدأت لأول مرة في القرن السابع الميلادي عندما استقل أحمد بن طولون بحكم مصر عن الدولة العباسية كان يشترى مماليك الترك من جنوب بحر قزوين. واستمر الاهتمام بشراء غلمان المماليك في ظل حكم السلاطين الايوبيين الذين تولى مناصب المسؤوليات العسكرية والإدارية في عهد السلطان نجم الدين أيوب. وفي عهد حكم المماليك استكثروا من شرائهم لمماليك الترك حتى صاروا هم المكون الأساسي للجيش في مصر والشام. علاوة على ذلك، مع توسع الدولة العثمانية، حيث تم فتح مصر من قبل سليم الأول عام 1517.

### في عهد الدولة الإخشيدية والفاطمية
عندما قامت الدولة الإخشيدية، محمد بن طغج الإخشيدي أتي بتركمان من الديلم ويقدر عددهم بثمانية آلاف مملوك.
لقد احتاج الفاطميون إلي جيش كبير يساعدهم علي الحروب ويعينهم علي التوسع في الشرق. كان جيشهم الأول من المغاربة وعرب المغرب وإفريقية وذلك عند دخولهم مصر وزودوا عليه عسكر من الترك والديلم والسودانيين والبربر.
توسع السلطان الأيوبي الصالح نجم الدين أيوب في شراء المماليك واستعان بهم ضد منافسيه الأيوبيين في الشام واسكنهم معه في جزيرة الروضة الواقعة في نيل القاهرة واسماهم «المماليك البحرية» نسبة إلى سكنتهم وسط بحر النيل أو لقدومهم من وراء البحر

### في عهد الدولة الأيوبية
عندما أصبحت السلطة في يد الأيوبيين أخذوا يشترون المماليك بكميات عظيمة وذلك لخوض حروبهم مع الصليبيين تارة ومع أنفسهم تارة أخرى. ولكن عندما تولى السلطان الملك الصالح نجم الدين أيوب حكم مصر أخذ في شراء الغلمان الصغار وذلك ليدربهم علي امتشاق الحسام والرمح وليجعل في نفوسهم الطاعة له وبنى لهم معسكرات وبراج في جزيرة الروضة في القاهرة وأسكنهم اياها وكذلك جعل منهم فرقة لقلعة الجبل. وعمل لهم نظام تدريب خاص ومعيشة خاصة، فأصبح له ولائهم وحبهم وإخلاصهم.
والذي أوعز إلي السلطان الملك الصالح نجم الدين أيوب بهذا الأمر هو تمرد عسكره الأيوبيين عليه في المعارك، وكذلك كثرة نفقات العسكر الخوارزمية المرتزقة الذين غالوا في نفقاتهم وأجورهم.
أخذ السلطان الملك الصالح نجم الدين أيوب في بناء قلعة الروضة ووضع بها المماليك الخاصة التي سميت باسم المماليك البحرية. وانتسب المماليك البحرية بالسلطان الملك الصالح نجم الدين أيوب فكانوا يلقبون باسم «المماليك الصالحية النجمية».

### في عهد دولة المماليك
فبعد وفاة صلاح الدين الأيوبي عام 1193م، تصدعت الدولة الأيوبية، وأصيبت دمشق بالبلاء العظيم قبل أن تسقط في أيدي المغول.وقد تصد للمغول قادة مماليك الترك كل من قطز وظاهر بيبرس في معركة عين جالوت وهزم جيش المغولي على يد جيش المماليك. استمر المماليك في الحكم وقاموا بشراء عدد أكبر من الغلمان الاتراك وأصبحوا المكون الأساسي للجيش بفرقه المختلفة كما شهد العصر المملوكي ما لم يشهده عصر إسلامي سابق من حركة واسعة في البناء والتعمير، فامتلأت مصر بالمساجد والمدارس والمنشآت العسكرية والمدافن التي لا تزال معظم آثارها قائمة في القاهرة والإسكندرية إلى أن جاء الفتح العثماني للمنطقة في معركة الريدانية عام 1517م بقيادة ياووز سليم الأول.

### في عهد الدولة العثمانية
قدم التركمان إلى مصر كعائلات وضباط بالجيش العثماني وموظفين بمؤسسات الدولة وتطورت أوضاعهم وأخذت مسارين مُختلفين: الأول انصهار جزء كبير منهم في المجتمع المصري سواء كانوا من طبقاته الفقيرة أم الطبقات المتوسطة أم من الفئات والنخب الإدارية، ومن أبرزهم أمير الشعراء أحمد شوقي، والكاتب يحيى حقي أما المسار الثاني فانضوى فيه مُلاك الأراضي والأبعديات الواسعة والمشاركون بشكل فعال في الحياة السياسية للبلاد. كما أن الغالبية من سكان مدينة العريش هم من أصل تركي، ويعرفون الآن بالعرايشية، ويسكنون ضواحي المدينة المختلفة ولهم أفرع ونسباً وصهراً بينهم وبين العائلات الأخرى المتواجدة بالمدينة.

### عهد محمد على باشا

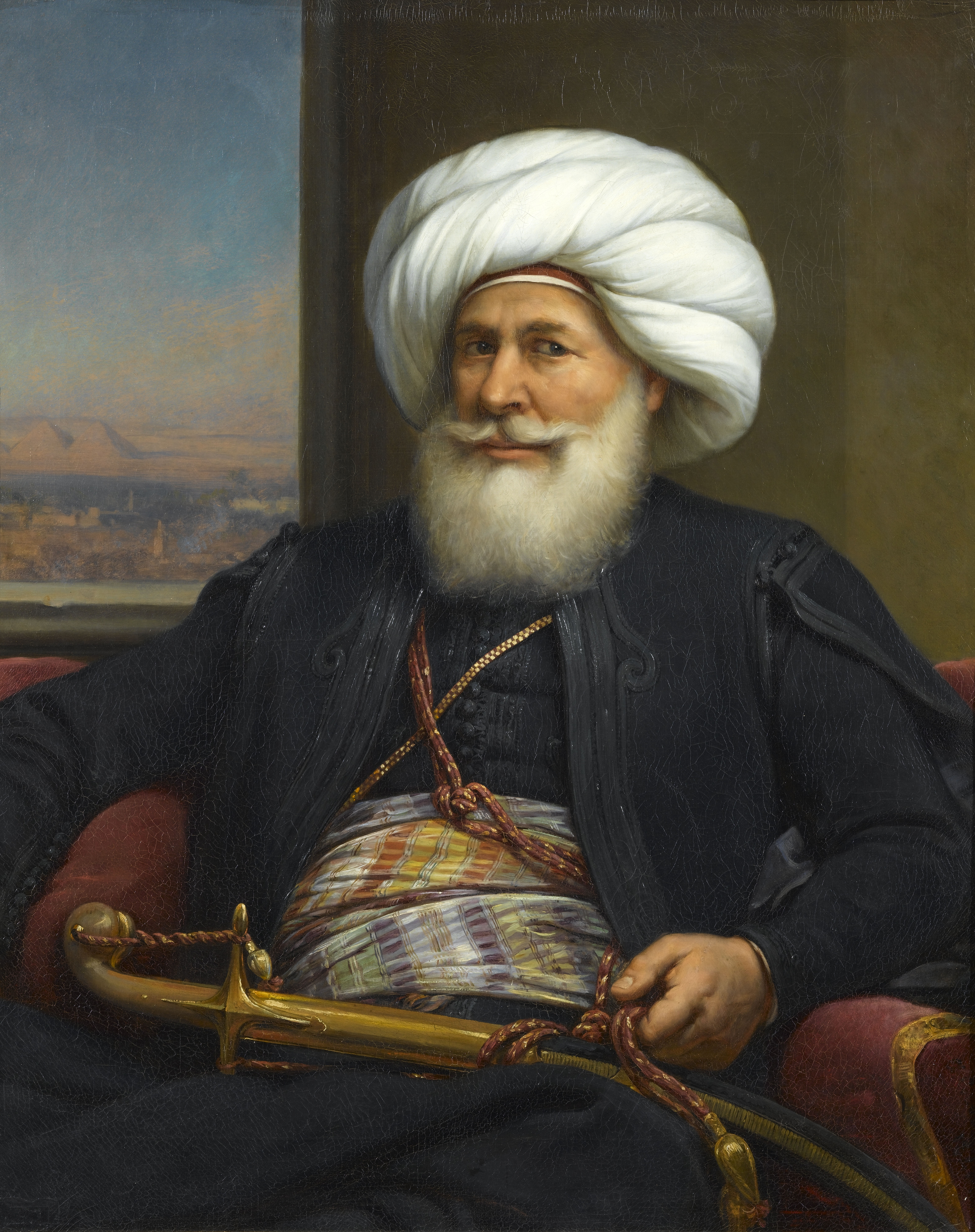
محمد على باشا (1769-1849).

كانت فئة الإداريين في الإدارة المدنية والعسكرية التي أقامها محمد علي باشا تتشكل من أفراد عائلته ومن الرعايا العثمانيين المتحدثين بالتركية ذوى الخبرة والكفاءة ممن دعاهم إلى مصر عند الحاجة أو وفدوا عليها بقصد تحسين ظروف المعيشة والعمل، واستعان بهم على بناء الإدارة الحديثة. فقد كان يستخدم عددا كبيراً من المماليك باختلاف أصولهم القوقازية والتركية. وهؤلاء كانوا معدودين من الترك، لأنهم تربوا على العادات والتقاليد التركية، وتزيوا بزي الترك، وكانوا فضلاً عن ذلك يتحدثون التركية بلهجات ودرجات مختلفة. كان يبلغ عدد التقديرات حينذاك خمسمائة مملوك، وكان من بينهم من تم تعيينه في وظائف مدنية وعسكرية، أو تولى وظيفة التربية والتدريس لأبناء عائلة محمد على باشا.
لكن كبار رجال الحكم والإدارة في عهد محمد على باشا كانوا من الأتراك. ولأن قسماً من هؤلاء الأتراك كانوا مرتبطين برباط المصاهرة بعائلة الوالي أو العائلات القريبة إليه فيكون من الطبيعي ثقته بهم كبيرة، وأن يتولوا الوظائف الحساسة في الداخل والخارج بكل اطمئنان. مما أدى إلى تغير تركيب المجتمع المصري في عهد محمد على باشا. فالمتنفذون المحليون في عهد المماليك الذين سيطروا على مصر لعدة قرون فقدوا ما بأيديهم من قوة وإلى الأبد، وحل محلهم أعضاء عائلة محمد على باشا والكثيرون ممن قاموا على خدمته. فالموظفون الذين يتحدثون التركية ممن وفدوا بكثرة مع عائلتهم للتوظيف في دوائر الباشا وكانت أعدادهم تبلغ المئات والالاف أحياناً قد شكلوا عنصراً داخل المجتمع المصري. وهؤلاء الأشخاص من ذلك القطاع قد شرعوا في الإقامة الدائمة في مصر بعد أن حصلوا على مساحات من الأراضي في أواسط 1830م، فتعلموا العربية وبدأوا يستخدمونها في حياتهم اليومية، وتصاهروا مع المصريين، واقاموا القصور والدور في القاهرة والأسكندرية بدلاً من استانبول وإزمير. وهذه الفئة التي شكلت الطبقة الأرستقراطية الجديدة صاحبة الأطيان في مصر.

### عهد الخديوية

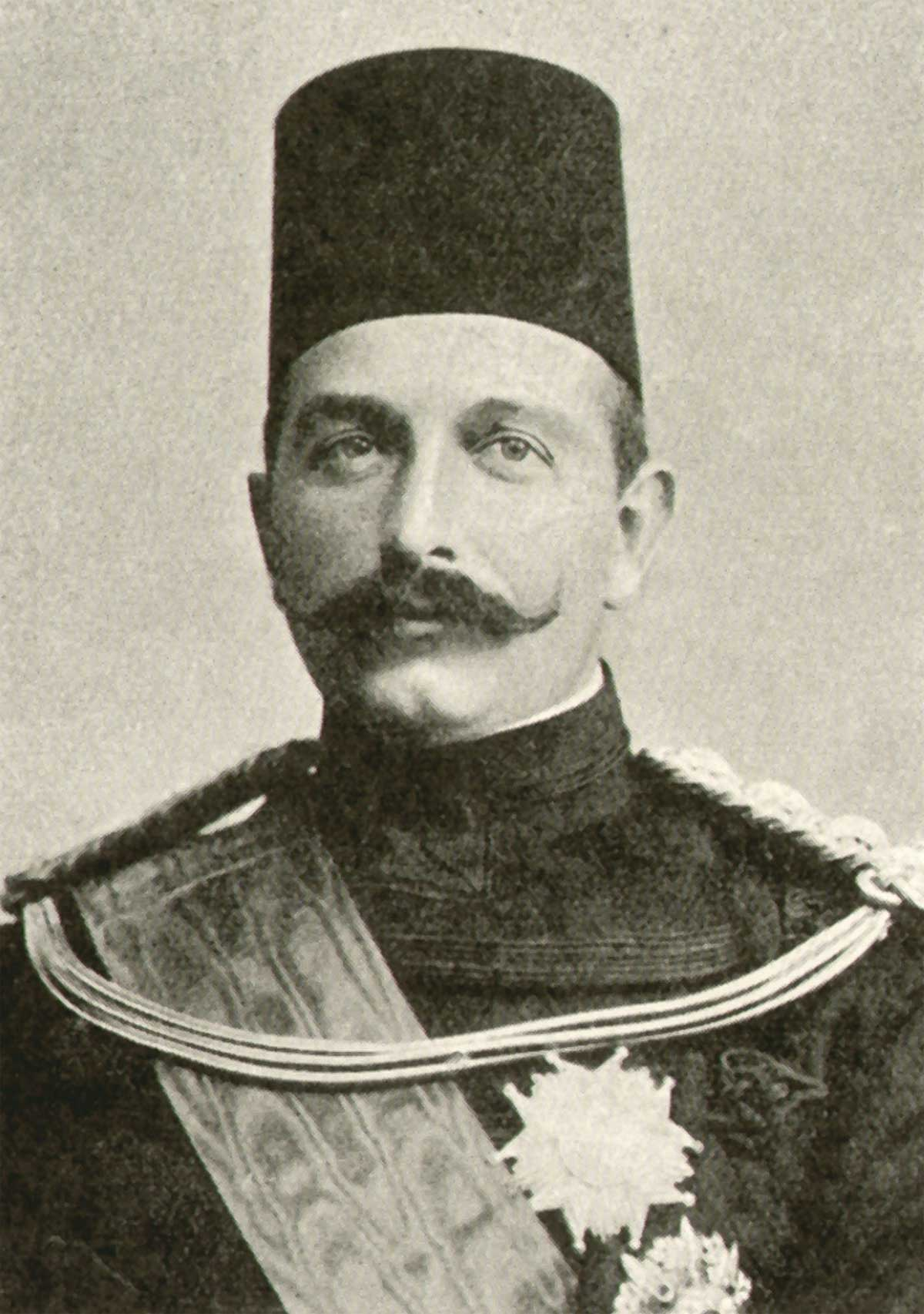
عباس حلمي الثاني (1892م-1914م).

أهم التشريعات القانونية التي أدت إلى اندماج الأتراك مع المصريين برباط واحد هو قانون المواطنة الأول الذي صدر عام 1899م ثم جرى تعديله في شهر يونية من العام التالي في عهد الخديو عباس حلمي الثاني. وتقول المادة الأولى منه:
وفي المدة الثانية:
وبعد قيام الإنجليز بعزل الخديو عباس حلمي عام 1914م وتنصيب حسين كامل باشا بدلاً منه بلقب سلطان، ثم قيامهم عقب وفاته بتنصيب فؤاد سلطاناً في البداية ثم ملكاً بعد ذلك، حافظت الأحكام السابقة في قوانين المواطنة المختلفة التي صدرت على وجودها؛ وصدر في عام 1926م قانون أعطى حق المواطنة المصرية للرعايا العثمانيين المقيمين في مصر منذ الخامس من نوفمبر 1914م. وهذا يعنى أن حق المواطنة الممنوح للأتراك الذين يعيشون في مصر منذ اليوم الذي كانت فيه ولاية تابعة للدولة العثمانية قد ظل سارياً حتى بعد انتهاء علاقتها الرسمية بالدولة العثمانية نفسها.
بعد قيام الجمهورية التركية في عام 1923م وإقامة علاقات دبلوماسية بين الجمهورية التركية والمملكة المصرية باعتبارهما دولتين مستقلتين، حصل قسم من الأتراك المقيمين في مصر على حق المواطنة التركية، بينما تجنس القسم الآخر بالجنسية المصرية بناءً على القانون الذي صدر عام 1926م.

## الثقافة

### اللغة
طبيعة اللغة التركية المستخدمة في الجهاز الإداري في مصر في عهد حكم العائلة العلوية وعلى الرغم من انها في الأساس نفس اللغة المستخدمة في نفس المجال في استانبول إلا أنها اكتسبت مع مرور الوقت صبغة محلية في مصر وأصبحت لهجه محكية من أتراك مصر. فإن الكلمات ذات الأصل العربي المستخدمة بكثرة في تركية استانبول قد استخدمت بعينها في تركية مصر. وإلى جانب ذلك فإن هناك كلمات عربية مستخدمة بمعان مختلفة في الاستعمال التركي قد دخلت الإدارة العربية بمعان لا تعرفها المعاجم العربية. والمثال على الألفاظ المستخدمة في تركية مصر بمعان أخرى غير المعاني المستخدمة في تركية استانبول:
1. كلمة «مراجعت» بتركية استانبول تعنى «التوجه بالطلب» أما بتركية مصر تعنى «المراجعة».
2. كلمة «توقيف» بتركية استانبول تعنى «الاعتقال» أما بتركية مصر تعنى «التوقيف عن العمل».[17]

وبعد اندلاع الحرب العالمية الأولى وقيام الإنجليز بانتزاع مصر رسمياً من الدولة العثمانية وتحويلها إلى مستعمرة بريطانية انتهى تماما الوضع الرسمي للغة التركية كلغة رسمية في السراي ومعظم الإدارات المصرية. وبالتالي بدأت تتراجع اللغة التركية بين الأتراك المصريين وزاد اهتمامهم باللغة العربية التي يحكى بها عامة المصريين.

### الديانة
الغالبية العظمى من الأتراك والترك المصريين يعتنق الدين الإسلامي على المذهب السنى.
ينحدر الترك من أصول مماليك القبجاق والتركمان أما الأتراك ينحدروا من الأراضي العثمانية في الأناضول والروملى.[بحاجة لمصدر]

## التعداد السكاني للتركمان والأتراك في مصر
تشير تقديرات عام 1971م إلى أن تعداد أتراك كريت في مصر بلغ 100,000 نسمة.
وفقًا لمقال نشره جمال نكروما في جريدة الأهرام الأسبوعية المصرية، فإن التقديرات المتعلقة بسكان الأقلية التركية تختلف اختلافًا كبيرًا، حيث تتراوح من 100,000 إلى 1,500,000.
في عام 1993م زعم الباحث التركي البروفيسور الدكتور متين أكار أن هناك 1.5 مليون تركي يعيشون في مصر. وقد اقترح بعض الباحثين الأتراك تقديرات أعلى بكثير. على سبيل المثال، في عام 2016م، استنتج الصحفي والسياسي التركي حسن جلال جوزل أن تعداد السكان المنحدرين من الأتراك في مصر بلغ 25 مليون شخص.
وفقًا لـ ناشونال جيوغرافيك، فإن 3٪ من التركيب الوراثي للمصريين يمكن تتبعهم في آسيا الصغرى و 3٪ إلى جنوب أوروبا، أما غالبية تحمل جينات شمال أفريقية.

## الناحية الاجتماعية
تأثير التركمان والأتراك في الحياة الاجتماعية المصرية واضح وجلي، من خلال استخدام المفردات اللغوية التركية في اللهجة العامية المصرية فقد تأثر المصريون بالأتراك في ملبسهم وزيهم وعاداتهم في تناول الطعام، ويمكننا أن نرى العديد من الأمثلة على هذا التأثر في آداب المعاشرة التي أصبحت جزءا من الحياة اليومية في البلاد. وبالإضافة إلى العادات والتقاليد التركية التي أصبحت جزءً من الحياة اليومية في البلاد، وان معظم المأكولات والحلويات الذيذة تركية المنشأ والمواصفات والاسم.

### شخصيات تركية مصرية
- أحمد تيمور أديب مصري بارز الذي اهتم بتراث مصر الثقافي وحافظ عليه أديب مصري بارز.
- محمود تيمور كاتب قصصي كما نال إنتاجه القصصي جائزة مجمع اللغة العربية بمصر سنة (1366هـ = 1947م)، وما لبث أن عُيِّن عضوا فيه عام (1368هـ = 1949م). وحصل على جائزة الدولة للآداب سنة (1369هـ = 1950م)، وجائزة «واصف غالي» بباريس سنة (1370هـ = 1951م)، ومُنِح جائزة الدولة التقديرية في الأدب سنة (1382هـ = 1963م) من المجلس الأعلى لرعاية الفنون والآداب. وهو ابن الاديب أحمد تيمور باشا.
- يحيى حقي كاتب وروائي مصري وفي يناير عام 1969 على جائزة الدولة التقديرية في الآداب.[24]
- محمد فريد بك سياسي وحقوقي مصري، أنفق ثروته في سبيل القضية المصرية. وأنشأ أول نقابة للعمال سنة 1909 من أشهر ما كتب: «تاريخ الدولة العلية العثمانية».[25]
- عدلي يكن باشا سياسي مصري، تولى رئاسة وزراء مصر ثلاث مرات بين أعوام 1921 و1930 وكان وزير المعارف قبلها كما أسس حزب الأحرار الدستوريين في أكتوبر 1922.
- علي بهجت علي بهجت بن محمود بن علي أغا عالم بالتاريخ والآثار، يرجع إليه الفضل في استخراج آثار الفسطاط بالقاهرة (1274 - 1342 ه‍ = 1858 - 1924 م).[26]
- وحيد فريد (1919 - 1998) مصور سينمائي مصري من الكبار لقب ب«شيخ المصورين».
- مصطفى لطفى المنفلوطى أديب مصري نابغ في الإنشاء والأدب.[27]
- توفيق الحكيم كاتب وأديب مصري، من رواد الرواية والكتابة المسرحية العربية ومن الأسماء البارزة في تاريخ الأدب العربي الحديث.[28]
- حافظ إبراهيم شاعر مصري ذائع الصيت. عاصر أحمد شوقي ولقب بشاعر النيل وبشاعر الشعب.[29]
- أحمد شوقي شاعر مصري يعد من أعظم شعراء العربية في جميع العصور ولقب بـ «أمير الشعراء».[30]
- زكريا أحمد موسيقي مصري أحد عمالقة الموسيقى العربية.[31]
- محمد عبده عالم دين وفقيه ومجدد إسلامي مصري، يعد أحد رموز التجديد في الفقه الإسلامي ومن دعاة النهضة والإصلاح في العالم العربي والإسلامي وتم تعينه كمفتى للديار المصرية في 3 يونيو عام 1899م[32]

## وصلات خارجية
- مادة وثائقية عن أتراك مصر قى سيناء من وكالة الأناضول على يوتيوب
- مادة وثائقية عن محمد علي من قناة الجزيرة على يوتيوب
- محمد علي باشا: مؤسس مصر الحديثة، من شبكة الأعلام العربية.